# 파운데이션DB
파운데이션DB(FoundationDB)는 셰어드 낫싱 아키텍처의 멀티 모델 NoSQL 데이터베이스이다. 이 제품은 "코어"(core) 데이터베이스 위주로 개발되었으며 "레이어"(layer)에서 제공되는 추가 기능들이 포함된다. 코어 데이터베이스는 트랜잭션과 더불어 순서가 정해진 키-값 스토어를 노출한다. 이 트랜잭션들은 ACID의 특성을 완전히 지원하면서 클러스터의 머신에 저장된 여러 키들을 읽고 쓸 수 있다. 트랜잭션들을 사용하면 레이어를 통해 다양한 데이터 모델을 구현할 수 있다.
파운데이션DB 알파 프로그램은 2012년 1월에 시작하여 2013년 3월 4일 퍼블릭 베타 릴리스로 결론났다. 1.0 버전이 2013년 8월 29일 정식 출시되었다. 최신 안정판 5.1.7은 2018년 4월 19일 출시되었다.
2015년 3월 25일, 애플은 이 기업을 인수하였다고 보고하였다. 파운데이션DB 웹사이트의 고지에 따르면 이 기업은 임무를 완수하였기 때문에 더 이상 이 소프트웨어의 다운로드를 제공하지 않을 것이라고 언급하였다.
2018년 4월 19일, 애플은 이 소프트웨어를 오픈 소스로 공개하였으며 라이선스는 아파치 2.0을 따른다.

## 설계적 제약
파운데이션DB의 설계는 몇 가지 제한이 있다:
긴 트랜잭션
파운데이션DB는 5초를 초과하여 실행하는 트랜잭션은 지원하지 않는다.
큰 트랜잭션
트랜잭션의 크기는 기록되는 모든 키와 값의 10 MB를 초과할 수 없다.
큰 키와 값
키의 크기는 10 kB를 초과할 수 없다. 값의 크기는 100 kB를 초과할 수 없다.

## 같이 보기
- ACID
- NoSQL
- 데이터베이스 트랜잭션
- 분산 데이터베이스
- 분산 트랜잭션